# Čachtice
Čachtice (allemand : Schächtitz, hongrois : Csejte) est un village de Slovaquie situé dans la région de Trenčín.
Dans les hauteurs environnantes se dressent les ruines du château de Čachtice, célèbre pour avoir été le lieu de résidence principal de la comtesse Élisabeth Báthory.

## Histoire
La première mention écrite du village date de 1263.

## Démographie

### Évolution de la population
| Année:               | 1994. | 2004.   | 2014.    | 2024.    |
| -------------------- | ----- | ------- | -------- | -------- |
| Nombre de personnes: | 3577  | 3626    | 4010     | 3605     |
| Différence:          |       | +1,36 % | +10,59 % | -10,09 % |

| Année:               | 2023. | 2024.   |
| -------------------- | ----- | ------- |
| Nombre de personnes: | 3620  | 3605    |
| Différence:          |       | -0,41 % |

## Personnages célèbres
Élisabeth Báthory